# Elke Jannermann
Elke Jannermann (* im 20. Jahrhundert) ist eine ehemalige deutsche Fußballspielerin.

## Karriere

### Vereine
Jannermann gehörte von 1976 bis 1986 und von 1987 bis 1994 der 1970 gegründeten Frauenfußballabteilung des TSV Battenberg und in der Saison 1986/87 der des FSV Frankfurt als Abwehrspielerin an.
Während ihrer Vereinszugehörigkeit zum TSV Battenberg belegte sie mit der Mannschaft fünfmal den zweiten Platz in der Hessenmeisterschaft und erreichte dreimal das Finale um den Hessenpokal. Nach dem Gewinn der Hessenmeisterschaft 1992 und der erfolgreichen Aufstiegsrunde – Gruppe Süd 2 wurde verlustpunktfrei als Sieger abgeschlossen – für die seinerzeit zweigleisige Bundesliga, Gruppe Süd, stieg sie in die höchste Spielklasse im deutschen Frauenfußball auf. Diese konnte mit einem Punkt Vorsprung auf Mitaufsteiger FFC Wacker München gehalten werden; nicht so in der Folgesaison, als der Verein als Letzter absteigen musste.
Die Zugehörigkeit zum FSV Frankfurt in der seinerzeitigen Oberliga Hessen unter Führung des HFV im Regionalverband Süd wurde mit der Meisterschaft belohnt und bedeutete gleichzeitig die Teilnahme an der Deutschen Meisterschaft. Am 28. Juni 1987 erreichte ihre Mannschaft das Finale, in dem sie im Siegener Leimbachstadion dem TSV Siegen mit 1:2 nach 1:0-Pausenführung durch Daniela Stumpf unterlegen war. Im Wettbewerb um den nationalen Vereinspokal erreichte ihre Mannschaft das Halbfinale, das mit 1:2 n. V. gegen den späteren Sieger TSV Siegen verloren wurde.

### Auswahlmannschaft
In der Saison 1980/81 gehörte sie gemeinsam mit Erika Kaletsch zu den ersten beiden Spielerinnen des TSV Battenberg, die in die Auswahlmannschaft des Hessischen Fußball-Verbandes berufen wurden und mit dieser am Wettbewerb um den Länderpokal teilnahmen. Nach der Zwischenrunde schied man nach dem 1:1 im Hinspiel und der 4:5-Niederlage im Rückspiel gegen die Auswahlmannschaft des Fußballverbandes Rheinland aus dem Wettbewerb aus. Am 15. April 1984 gewann sie mit ihrer Auswahlmannschaft den Länderpokal; die Auswahlmannschaft des Fußball-Verbandes Mittelrhein wurde in Barsinghausen mit 2:0 n. V. besiegt.

## Erfolge
Auswahlmannschaft Hessen
- Länderpokal-Sieger 1984

FSV Frankfurt
- Deutscher Meisterschaftsfinalist 1987
- DFB-Pokal-Halbfinalist 1987